# Опсада Москве (1611)
Опсада Москве (1611), од стране Прве народне војске, била је одлучујућа битка Времена смутње и Пољско-руског рата (1605—1618). 

## Увод

### Димитријаде
Током Времена Смутње, Пољско-Литванска унија војно је подржала Лажног Димитрија (1605—1606) и Тушинског Разбојника (1607—1610). Инвазија двојице узурпатора био приватни подухват неколицине пољских и литванских великаша, који су деловали независно (или чак противно) од краља и Сејма.

### Отворени рат са Пољском
Политичка ситуација изменила се у пролеће 1609, када је цар Василије Шујски склопио савез са Карлом IX, личним непријатељем краља Жигмунда, и то у току Пољско-шведског рата (1600—1611). Шведска интервенција у Русији (1609—1610) довела је до отвореног рата са Пољском  и крајем септембра 1609. војска краља Жигмунда опсела је Смоленск. Планови краља Жигмунда били су далекосежни: уједињење Пољске и Русије и превођење Руса у католицизам.

### Битка код Клушина и преговори
Пораз код Клушина довео је до побуне у Москви и збацивања цара Василија (27. јула 1610.) од стране Бољарске думе ( "Седморица бољара"). После битке малобројна пољска војска је кренула на Москву и заузела Можајск, а Бојарска дума, без војске и у страху од Тушинског Разбојника, упустила се у преговоре са хетманом Жолкевским, нудећи царску круну пољском краљевићу Владиславу. У току преговора, пољски хетман је на превару заузео Москву (21. септембра 1610). У Москви је остао пољски гарнизон од 3.000 људи.
У јесен 1610. у логору под Смоленском краљ Жигмунд је примио заробљенога цара Василија и делегацију Бољарске думе, предвођену патријархом Филаретом. Краљ Жигмунд захтевао је царску круну за себе, и преговори су пропали због његове познате нетрпељивости према православљу. Руска делегација је затворена и рат је настављен, а Русија је све до 1613. била без владара.

## Прва народна војска

### Окупација Москве
У јесен 1610, Бољарска дума, затворена са пољским гарнизоном у Москви, слала је наређења свим градовима да положе заклетву новом цару Владиславу. Патријарх Хермоген подржао је кандидатуру краљевића Владислава под условом да пређе у православну веру, али је у децембру сазнао за неуспех преговора под Смоленском, и слабо прикривене намере краља Жигмунда да припоји Русију Пољској и преведе је у католицизам. Не обазирући се на претње бољара и Пољака, патријарх Хермоген је у децембру 1610. из Москве бацио анатему на краља Жигмунда и принца Владислава, и разаслао писма по свим градовима Русије, ослобађајући их од заклетве цару Владиславу и позивајући их на устанак за одбрану отаџбине и православне вере. Одмах је бачен у тамницу, где је убрзо умро.

### Формирање народне војске
Патријарховом позиву одговорио је војвода Рјазања, Прокопије Љапунов, који је већ у јануару 1611. подигао племиће и грађане на оружје, и објавио позив свим Русима за ослобођење Москве од пољске окупације. Смрт Лажног Димитрија II у децембру 1610. олакшала је уједињење руских снага. Помоћ је дошла из Зарајска (под војводом Дмитријем Пожарским) и Нижњег Новгорода, па чаки и из Калуге - од бивших присталица Тушинског Разбојника и козака (под командом кнеза Дмитрија Трубецког и атамана Ивана Заруцког). Руска војска, названа "Народном милицијом" (рус. Народное (земское) ополчение), кренула је у марту 1610. на Москву.

### Устанак у Москви
Први одреди Народне војске, на челу са Димитријем Пожарским, стигли су под Москву 19. марта 1610.: у граду је зазвонило на узбуну и грађани су скочили на оружје. Пољски гарнизон запалио је град и побио 6.000-7.000 устаника, док је Пожарски, који им је дошао у помоћ, тешко рањен и потиснут у Тројице-Сергијеву лавру.

### Опсада
Главнина Народне војске стигла је под спаљену Москву 27. марта, натеравши малобројни пољски гарнизон да се затвори у Кремљ. Иако веома бројна, Народна војска није имала довољно топова и муниције да заузме тврђаву на јуриш, док за опсаду није било довољно хране. Уз то, војска се састојала из три дела: провинцијски племићи слушали су војводу Љапунова, бивши Тушинци кнеза Трубецког, а козаци атамана Заруцког. Под зидинама Кремља Љапунов је сазвао Земски сабор, од представника бољара, козака и ситне властеле из целе војске. Ту се испољило непријатељство између слободник козака и властеле, која је тражила завођење реда и дисциплине у војсци. То су искористили Пољаци да побуне козаке против војводе Љапунова, који је убијен у козачком логору 22. јула 1611. У исто време, патријарх Хермоген умро је у заточеништву, и већина властеле разишла се кућама.

## Последице
По распаду Прве народне војске у лето 1611. настао је хаос у Русији. Казањ и Вјатка признале су цара Ивана, сина Тушинског Разбојника, а Новгород се предао Швеђанима (јула 1611). Истовремено, у Пскову се појавио Лажни Димитрије III (чију су власт накратко признали кнез Трубецки и атаман Заруцки под Москвом), а Пољаци су коначно заузели Смоленск.
Козаци кнеза Трубецког и Ивана Заруцког наставили су да опседају Кремљ све до доласка Друге народне војске кнеза Пожарског у лето 1612.

### У руској култури
Московски устанак из 1611. детаљно је приказан у совјетском филму "Мињин и Пожарски" из 1939.